# Germanski narodni muzej, Nürnberg
Germanski narodni muzej (nemško Germanisches Nationalmuseum) je muzej v Nürnbergu v Nemčiji. Ustanovljen je bil leta 1852, v njem je velika zbirka predmetov, povezanih z nemško kulturo in umetnostjo od prazgodovine do danes. Je največji nemški muzej kulturne zgodovine. Od celotne zbirke z 1,3 milijona predmetov (skupaj s knjižnico in oddelkom za tisk in risbe) je razstavljenih približno 25.000. 
Muzej je v južnem delu starega mestnega jedra med Kornmarktom in Frauentormauerjem ob srednjeveškem obzidju. Vhod je s Kartäusergasse. Oblikoval ga je izraelski kipar Dani Karavan na Poti človekovih pravic (Straße der Menschenrechte). Spomenik kaže prizadevanje Nürnberga, da bi se otresel svoje nacistične preteklosti, ko je bil "mesto mitingov", in se znova predstavil kot "mesto miru in človekovih pravic".  Leta 2001 je dobil Unescovo nagrado za človekove pravice (UNESCO Prize for Human Rights Education). 

## Ime, ustanovitev, načela
Germanski muzej, kot je bil imenovan na začetku, je ustanovila skupina posameznikov, ki jih je vodil frankovski baron Hans von und zu Aufsess. Njegov cilj je bil zbrati "dobro urejeno zbirko vsega razpoložljivega izvirnega gradiva nemške zgodovine, literature in umetnosti".
Izraz germanski je treba razumeti v zgodovinskem smislu sredine 19. stoletja. Leta 1846 so se nemški jezikoslovci in zgodovinarji, med njimi brata Grimm, Leopold von Ranke in Jacob Burckhardt, srečali v Frankfurtu in se odločili, da uporabijo besedo "germansko" kot celovit izraz, ki bo zajemal vsa področja njihovih akademskih ved, povezanih s kulturo nemško govorečih regij. Nemški revoluciji v letih 1848/49 ni uspelo oblikovati svobodne in enotne Nemčije. Ime muzeja je ohranilo idejo o tesnem kulturnem razmerju v regiji s skupnim nemškim jezikom in skupno nemško kulturno tradicijo. Leta 1852 je bil namen muzeja dokumentirati kulturno enotnost nemško govorečih območij kot postopno zasnovo brez kakršnega koli pretiranega šovinizma. Šele leta 1871, ko je bilo konstituirano Nemško cesarstvo, je bila dodana beseda narodni.
Muzej je pomembna raziskovalna in izobraževalna ustanova. Kot narodni muzej in muzej v celotnem nemško govorečem območju zbira in vzdržuje kulturna, umetniška in zgodovinska pričevanja od začetka zgodovine do danes. Kot raziskovalna in izobraževalna ustanova ima mednarodni ugled, zbirke, razstave in publikacije predstavljajo kulturno zgodovino nemško govorečih držav v mednarodnem merilu in interdisciplinarno. Delo zavoda se ravna po načelu spoštovanja vseh kultur, tako da lahko vsi ljudje razumejo, da muzej deluje neodvisno od vzgoje, izobrazbe in verskih prepričanj. 

## Zgradba
Muzej je arhitekturni spomenik, saj ga sestavljajo različne zgradbe iz različnih časovnih obdobij. Nekatere so zgradbe nekdanje nürnberške kartuzije (nemško Kartäuserkloster), ukinjene leta 1525, nato pa uporabljane za različne posvetne namene do leta 1857. Kar je ostalo od teh prostorov, je nato močno razpadajoče dobil muzej. Kartuzija je bila obnovljena in prilagojena uporabi zbirke do konca 19. stoletja, ko so jo neogotsko razširili na njeni južni strani. Med prvo svetovno vojno in po njej sta bila zgrajena Alter Eingang (Stari vhod) in Galeriebau (Galerijska zgradba), ki ju je zasnoval arhitekt German Bestelmeyer, z vhodom iz Kornmarkta in zaradi pridobitve prostora. 
Po uničenju med drugo svetovno vojno je Sep Ruf zasnoval dodatne zgradbe; zgodovinski deli dvorane in galerije so bili prilagojeni novi arhitekturni zasnovi ali podrti; obnovili so samo nekatere zgradbe. Prva večja zgradba je bila dodana med letoma 1955 in 1958 in se imenuje Heussbau po prvem predsedniku Zahodne Nemčije Theodorju Heussu. Leta 1983 in od 1988 do 1993 se je muzej bistveno razširil. Kartäuserbau z novo vhodno avlo, ki je zdaj na Kartäusergasse, je oblikoval Jan Störmer.  Leta 1999 je bila pridobljena zgradba župnijskega otroškega doma svetega Lovrenca iz leta 1910. Obnovljena je bila leta 2002 in je zdaj v njej muzej otroških igrač.

## Zbirke
Zbirke so prikazane v oddelkih:
| * Zgodovina muzeja                     | * Znanstveni instrumenti         |
| * Prazgodovina in antična zgodovina    | * Medicina in obrt               |
| * Srednji vek                          | * Dekorativna umetnost pred 1800 |
| * Pozni srednji vek                    | * Moda in oblačila od leta 1700  |
| * Vsakdanja kultura do 1700            | * Ljudska umetnost               |
| * Orožje in oklepi, lov, vrtna kultura | * 19. stoletje                   |
| * Glasbila                             | * 20. stoletje                   |
| * Muzej uporabne umetnosti             | * Igrače                         |
| * Renesansa, barok, razsvetljenstvo    |                                  |

Nekaj naključnih primerov iz zbirke
- Zlati klobuk iz Ezelsdorfa in Bucha, okoli 1000 pr. n. št.
- Ostrogotski orel v obliki fibule (Domagnanski zaklad), okoli 500
- Codex Aureus, 985–987
- Astrolab, okoli 1080
- Nagrobni kip, okoli 1248
- Noseča Marija, 1300
- Relikviarij, 1440
- Erdapfel (zemeljsko jabolko) Martina Behaima, najstarejši znan globus, 1492–1494
- Sferična ura
- Schlüsselfelder Schiff (ladja), 1502–1504
- Poklon Svetih treh kraljev, Tilman Riemenschneider, okoli 1490
- Sveta Elizabeta Ogrska, Tilman Riemenschneider, okoli 1510
- Božja mati,  Veit Stoss, okoli 1500
- Arhangel Rafael in mladi Tobias, Veit Stoss, 1516
- Pietà, Philipp Koch, okoli 1502/03
- Oltar, okoli 1500, detajl
- Oltar, okoli 1500
- Oltar, okoli 1500, detajl
- Božja mati, Hans Klocker, okoli 1495
- Pietà, okoli 1490
- Božja mati, Michael Parth, okoli 1520
- Cesar Karel Veliki, Albrecht Dürer, 1511–1513
- Cesar Sigismund, Albrecht Dürer, 1509–1516
- Portret diptih Barbare Dürer, Albrechtove matere, okoli 1490
- Michael Wolgemut, Albrecht Dürer, 1516
- Marija in dete s papigo, Hans Baldung Grien, 1533
- Nürnberška Marija, okoli 1550
- Poklon Svetih treh kraljev, okoli 1520
- Judita z glavo Holofernesa, Hans Baldung Grien, okoli 1525
- Portret 29-letnega moža (avtoportret ?), Hans Baldung Grien, 1526
- Slabo ujemajoč par, Lucas Cranach starejši, okoli 1530
- Martin Luter, Lucas Cranach starejši, 1533
- Venera in Kupid, tat medu, Lucas Cranach starejši, okoli 1537
- Dürerjev nosorog, 1515
- Sveti Krištof, Hans Baldung Grien, okoli 1520
- Martin Luter kot Junker Jörg, lesorez, Lucas Cranach starejši, 1522
- Sveti Jakob Veliki, Hans Zürn starejši, okoli 1613
- Naiven Rembrandtov avtoportret, 1630
- Rembrandtov avtoportret, okoli 1629
- Posoda iz Zittaua, fajansa, 1663
- Posoda, Dunaj, 1725
- Posoda s kitajskim cvetjem; fajansa; Fulda, 1741
- Pokrajina ob jezeru Tegern, August Macke, 1910
- Notranjost z dvema dekletoma, Ernst Ludwig Kirchner, 1926

V razdelku Zgodovina muzeja je slika Germania, ki je bila razstavljena v cerkvi svetega Pavla v Frankfurtu ob Majni leta 1848.

## Struktura in organizacija
Germanski narodni muzej je javna pravna oseba Zvezne republike Nemčije, dežele Bavarske in mesta Nürnberg.  Upravnemu odboru predseduje prof. dr. H.C. Klaus-Dieter Lehmann, vodja generalnega direktorata je dr. G. Ulrich Grossmann (po letu 2016). 
Z muzejem so povezani arhivi, kot je nemški arhiv umetnosti, knjižnice, poseben oddelek za obnovo in ohranjanje (Institut für Kunsttechnik und Konservierung) in izobraževalno središče. Muzej je tudi skrbnik zbirke otroških igrač v župniji svetega Lovrenca, Muzeja cesarskega gradu na Nürnberškem gradu, pa tudi palače Neunhof, graščine severno od Nürnberga z zbirko lovskega orožja in orodja. Muzej je javna ustanova od leta 1921. Od 2. julija 1954 podjetja in posamezniki (Fördererkreis) podpirajo dejavnosti muzeja.
Kot raziskovalni inštitut muzej opravlja znanstvene in zgodovinske raziskave o gradivu, ki ga ima v zbirkah in arhivih. Izsledki raziskav so objavljeni v znanstvenih revijah in na razstavah. Različni raziskovalni projekti so dolgoročni, tudi Schrifttum zur Deutsche Kunst (projekt umetniške literature) in računalniški katalog Hesenski renesančni gradovi.